# مری مک‌کری
مری مک‌کری (انگلیسی: Marie McCray؛ زاده ۲۱ مهٔ ۱۹۸۵) بازیگر پورنوگرافی هال ایالات متحده آمریکا است.